# Rah Ahan Teheran
Rah Ahan Teheran (pers. باشگاه ورزشی راه آهن) – irański klub piłkarski, grający w Azadegan League, mający siedzibę w mieście Teheran.

## Sukcesy
- Hazfi Cup
  - finał (1): 2009

## Stadion
Domowe mecze klub rozgrywa na stadionie o nazwie Stadion Szahida Derachszana, leżącym w mieście Teheran. Stadion może pomieścić 12000 widzów.